# François Joseph de Riquet de Caraman-Chimay
Pour les articles homonymes, voir Joseph de Riquet de Caraman, Riquet et Caraman (homonymie).
François Joseph Philippe de Riquet de Caraman (né le 20 novembre 1771 à Paris et mort le 2 mars 1843 à Toulouse), prince de Chimay en 1824, est l'arrière-arrière-petit-fils de Pierre-Paul Riquet, constructeur du Canal du Midi.

## Biographie
Il est le 3e fils et 8e enfant de Victor Maurice de Riquet de Caraman (1727-1807) et de Marie Anne de Hénin-Liétard (1728-1800), princesse héritière de Chimay.
Il émigra durant la Révolution française, revint en France sous l'Empire et fut nommé chef de cohorte par Napoléon.
A la Restauration, le roi Louis XVIII le promut colonel de cavalerie et lieutenant de louveterie, et le fit chevalier de l'Ordre de Saint-Louis. Le 22 aout 1815, il fut élu député par le collège du département des Ardennes. Il siégea dans la minorité de la chambre introuvable, et ne se représenta pas aux élections qui suivirent la dissolution du 5 septembre 1816.
Sa principauté de Chimay et le canton du même nom ayant été cédés par le royaume de France au royaume uni des Pays-Bas par le second traité de Paris signé le 20 novembre 1815, il suivit le sort de ses propriétés. Il devint membre de la Première Chambre des États généraux des Pays-Bas en 1820, et fut incorporé en 1824 dans la noblesse de ce royaume en étant titré prince de Chimay par le roi des Pays-Bas Guillaume Ier.
François Joseph de Riquet de Caraman est mort à Toulouse le 2 mars 1843. Il a été inhumé aux côtés de son épouse dans la crypte de la collégiale de Chimay, qui se trouve sous l'actuelle sacristie.

## Famille
Le 22 aout 1805, il avait épousé Doña Juana María Ignacia Teresa dite Thérésia de Cabarrus (1773-1835) (Madame Tallien), ancienne épouse de Jean-Lambert Tallien.

Ils eurent quatre enfants :
- Joseph de Riquet de Caraman-Chimay (1808-1886), 17e prince de Chimay
- Michel Gabriel Alphonse Ferdinand (1810-1865)
- Marie Louise Stanislas Valérie Thérésia (1813-1814)
- Marie Auguste Louise Thérésia Valentine (1815-1876)